# Ioan P. Papp
Ioan P. Papp (n. 6 august 1878 – d. 10 aprilie 1959) a fost un jurist român, membru de onoare al Academiei Române.